# Platypeza nudifacies
Platypeza nudifacies är en tvåvingeart som beskrevs av Shatalkin 1980. Platypeza nudifacies ingår i släktet Platypeza och familjen svampflugor. Inga underarter finns listade i Catalogue of Life.